# Quebra Canela
Quebra Canela est un quartier de la ville de Praia, capitale du Cap-Vert sur l'île de Santiago. 

## Présentation
Quebra Canela est situé au sud-ouest du centre-ville.
Ses quartiers voisins sont Palmarejo à l'ouest, Achada Santo António au nord et Prainha à l'est. 

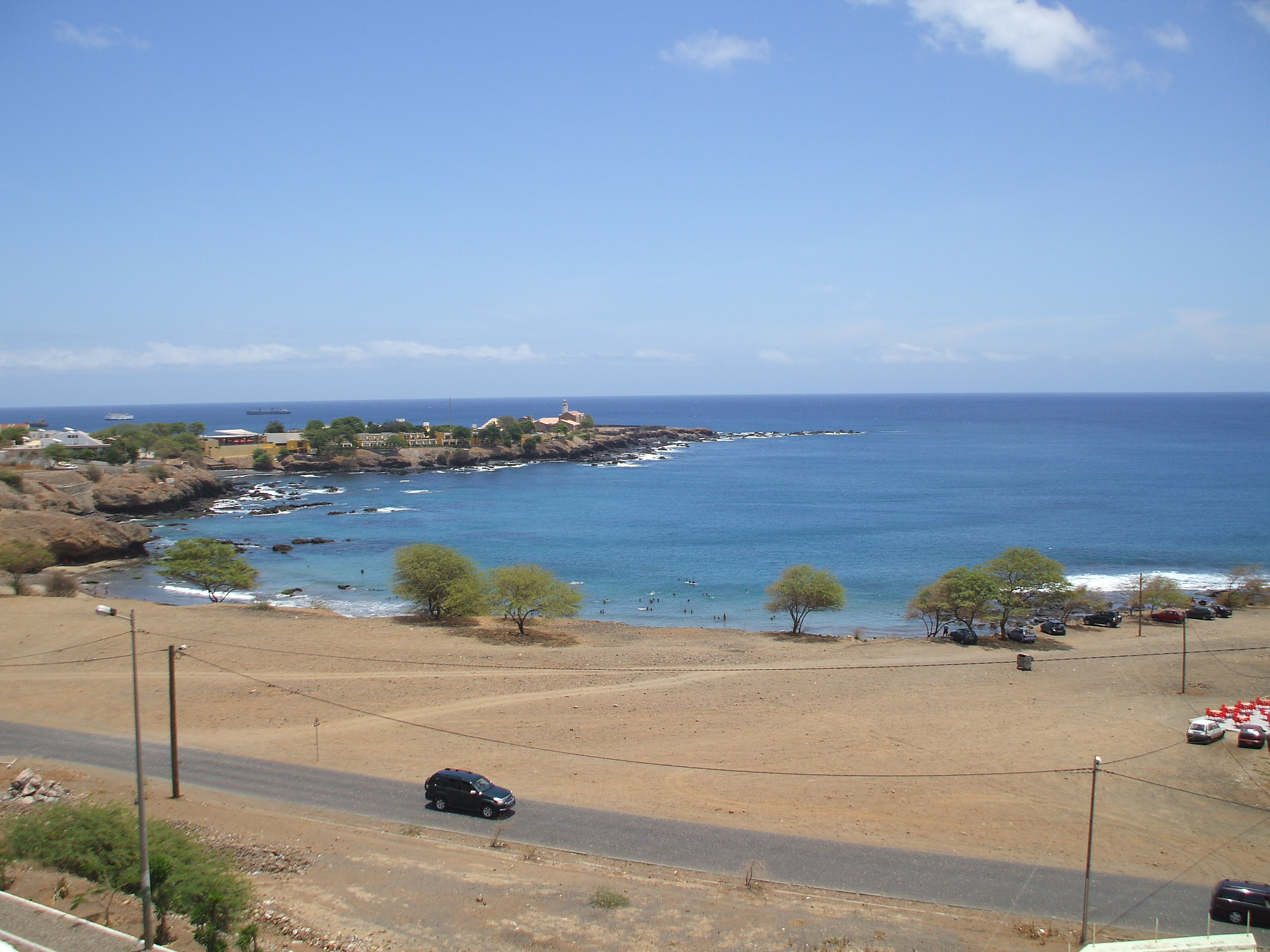
La plage de Quebra Canela.

Sa population était de 19 habitants au recensement de 2010.